# Fürst (Familienname)
Fürst ist ein deutscher Familienname.

## Namensträger

### A
- Abraham Fürst (1868–1951), Schweizer Maler
- Albert Fürst (General) (1796–1865), österreichischer Generalmajor
- Albert Fürst (Künstler) (1920–2014), deutscher Künstler
- Alexander Fürst (1844–1898), deutscher Augenarzt
- Alfons Fürst (* 1961), deutscher katholischer Theologe
- Alfred Fürst (1887–1965), österreichischer Lehrer und Schriftsteller
- Ansgar Fürst (1930–2023), deutscher Journalist und Buchautor
- Anton Fürst (1940–2024), österreichischer Politiker (ÖVP)
- Anton Fürst (Tiermediziner) (* 1964), österreichischer Tiermediziner und Hochschullehrer
- Artur Fürst (1880–1926), deutscher Schriftsteller

### B
- Bernhard Fürst (* 1954), deutscher Generalmajor der Luftwaffe

### C
- Carl Gerold Fürst (1933–2012), österreichischer Kirchenrechtler
- Carl Magnus Fürst (1854–1935), schwedischer Mediziner und Hochschullehrer
- Caspar Fürst (1900–1977), deutscher Maler und Grafiker
- Chajim Fürst (1580–1653), deutscher Kaufmann
- Christiane Fürst (* 1985), deutsche Volleyballspielerin

### D
- Dieter Fürst (* 1939), deutscher Molekular- und Zellbiologe sowie Hochschullehrer
- Dietrich Fürst (1940–2024), deutscher Verwaltungswissenschaftler und Raumplaner

### E
- Edmund Fürst (1874–1955), deutsch-israelischer Maler
- Elisabeth Fürst (1904–1989), deutsche Grundschuloberlehrerin und Autorin
- Elise Fürst, deutsche Bildhauerin
- Else Fürst (1873–1943), deutsche Bildhauerin und Medailleurin
- Erika Fürst (1913–nach 1975), deutsche Politikerin (SPD/SED)
- Ernst von Fürst, deutscher Burgvogt in Tübingen um 1514
- Ernst Fürst (Schriftsteller), deutscher Theaterautor
- Ernst Fürst (Astronom) (* 1941), deutscher Astrophysiker und Observatoriumsleiter
- Ernst Friedrich Fürst (1802–1861), deutscher Verlagsbuchhändler und Leihbibliothekar

### F
- Ferdinand Fürst (1851–1918), deutscher Richter und Politiker
- Franz Fürst (Politiker, I), böhmischer Politiker, Mitglied des Österreichischen Abgeordnetenhauses
- Franz Fürst (Politiker, 1920) (1920–2005), österreichischer Politiker (SPÖ), Niederösterreicher Landtagsabgeordneter
- Franz F. Fürst (1900–1979), deutscher Filmarchitekt
- Friedrich Fürst (1889–1956), deutscher Generalleutnant
- Fritz Fürst (1891–1954), deutscher Fußballspieler

### G
- Gebhard Fürst (* 1948), deutscher katholischer Bischof
- Georg Fürst (1870–1936), deutscher Komponist
- Gerhard Fürst (1897–1988), erster Präsident des Statistischen Bundesamtes
- Gustav Gerson Fürst (1840–1918), deutscher Maler und Dekorationskünstler

### H
- Hans Fürst (Politiker) (1902–1968), Schweizer Jurist und Politiker (FDP)
- Hans Fürst (Chemiker) (1909–2001), deutscher Chemiker
- Heinrich Fürst (1907–2001), deutscher Schauspieler und Regisseur
- Heinrich Fürst (Mediziner) (* 1952), deutscher Chirurg und Hochschullehrer
- Helena Fürst (* 1974), deutsche Fernsehdarstellerin
- Helmut Fürst (1922–2012), deutscher Unternehmer und Überlebender des Holocaust
- Hermann von Fürst (1837–1917), deutscher Forstwissenschaftler und letzter Direktor der Forstlichen Hochschule Aschaffenburg
- Hermann Fürst (1874–1948), deutscher Kaufmann und NS-Opfer, ab 1939 Exil in den USA
- Holger Fürst, deutscher Basketballspieler
- Hugo Fürst (1868–1938), österreichischer Cafetier und Theaterdirektor

### I
- Irmgard Fürst (1964–2025), deutsche Politikerin (SPD)

### J
- János Fürst (1935–2007), ungarischer Dirigent
- Jeanne Fürst (* 1961), Schweizer Ärztin, Moderatorin und Unternehmerin
- Johann Fürst (Instrumentenbauer, 1822) (1822–1881), deutscher Musikinstrumentenbauer
- Johann Fürst (Schauspieler) (1825–1882), österreichischer Schauspieler
- Johann Fürst (Instrumentenbauer, 1864) (1864–1948), deutscher Musikinstrumentenbauer
- Johann Fürst (Instrumentenbauer, 1896) (1896–1976), deutscher Musikinstrumentenbauer
- Johann Baptist Fürst (1803–1886), württembergischer katholischer Pfarrer und Zeichner
- Johann Evangelist Fürst (1784–1846), deutscher Pomologe, Unternehmer und Autor
- Johann Georg Fürst (1788–1844), deutscher Opernsänger (Bass)
- Johann Heinrich Theodor Fürst (1820–1890), deutscher Gastwirt, Theaterschauspieler und Politiker
- Johann Zacharias Fürst († 1701), deutscher Mediziner
- Jörg Fürst (* 1969), deutscher Theaterregisseur und -autor
- Josef Fürst (Gastwirt) (1863–1940), deutscher Buchdrucker, Zeitungsverleger und Gastwirt
- Josef Fürst (Politiker) (1870–1942), deutscher Politiker
- Joseph Fürst (Schriftsteller) (1794–1859), deutscher Kaufmann und Schriftsteller
- Joseph Fürst (Schauspieler) (1916–2005), österreichischer Schauspieler
- Juliane Fürst (* 1973), deutsch-britische Historikerin
- Julius Fürst (Orientalist) (1805–1873), deutscher Orientalist
- Julius Fürst (Rabbiner) (1826–1899), deutscher Rabbiner und Hebraist
- Julius Fürst (Maler) (1861–1938), deutscher Maler und Grafiker

### K
- Karl Franz Fürst (1906–1983), österreichischer Maler und Zeichner
- Konrad von Fürst († um 1491/1494), deutscher Gutsherr und Ritter, um 1470 Burgvogt in Tübingen
- Kunigunde Fürst FrVbr (* 1944), österreichische Ordensschwester und Altgeneraloberin der Franziskanerinnen von Vöcklabruck

### L
- Laura Fürst (* 1991), deutsche Rollstuhlbasketballspielerin
- Leonie Fürst (1912–1996), deutsche Ärztin
- Livius Fürst (1840–1907), deutscher Pädiater, Kinderneurologe und Märchenautor (Pseudonym: Friedrich Lindenstedt).
- Lorenz Levin Salomon Fürst (1763–1849), deutscher Kaufmann in Hamburg und Kläger für Menschenrechte

### M
- Magdalena Fürst (1652–1717), deutsche Blumenmalerin und Koloristin
- Manfred Fürst (1895–1973), deutscher Schauspieler
- Marcel Fürst (* 1993), deutscher Footballspieler
- Mathias Fürst (1797–1865), österreichischer Kaufmann und Politiker
- Max Fürst (Maler) (1846–1917), deutscher Maler
- Max Fürst (Jurist) (1854–1914), deutscher Jurist und  Bergbaubeamter
- Max Fürst (Schriftsteller) (1905–1978), deutscher Schriftsteller
- Maximilian von Fürst und Kupferberg (1717–1790), preußischer Großkanzler und Justizminister
- Mechthild Fürst-Diery (* 1942), deutsche Politikerin (CDU)
- Michael Fürst (Politiker), deutscher Politiker
- Michael Fürst (1895–1942), Lederhändler, deportiert und ermordet in Theresienstadt, siehe Liste der Stolpersteine in Bad Salzuflen#Schülerstraße 23
- Michael Fürst (* 1947), Vorsitzender des Landesverbands der Jüdischen Gemeinden von Niedersachsen
- Michael Fürst (Filmwissenschaftler) (* 1975), deutscher Filmwissenschaftler
- Moritz Fürst (1865–1942), deutscher Dermato-Venerologe und Urologe, Emigration 1939 nach Südafrika
- Moses Fürst (1747–1801), dänisch-jüdischer Kaufmann
- Moses Israel Fürst (1617–nach 1691), deutscher Kaufmann

### N
- Naftali Fürst (* 1932), Zeitzeuge und Holocaustüberlebender
- Nikolai Nathan Fürst (1779–1857), deutsch-dänischer Autor und Dichter der Frühromantik

### O
- Otto Fürst (?–1929), deutscher Richter

### P
- Paul Fürst (Kunsthändler) (1608–1666), deutscher Verleger, Kunst- und Buchhändler
- Paul Fürst (Konditor) (1856–1941), österreichischer Konditor
- Paul Fürst (Architekt) (1872–1958), französischer Architekt
- Paul Walter Fürst (1926–2013), österreichischer Musiker und Komponist
- Paula Fürst (1894–1942), deutsche Zionistin und Reformpädagogin
- Peter Fürst (Journalist, 1910) (1910–1998), deutsch-amerikanischer Journalist und Schriftsteller
- Peter Fürst (Künstler) (1933–2021), Schweizer Maler, Eisenplastiker, Lithograf, Szenograf, Jazzmusiker und Galerist
- Peter Fürst (Journalist, 1954) (auch Pedro Fürst; * 1954), Schweizer Journalist
- Peter H. Fürst (1933–2018), österreichischer Fotograf
- Philipp Fürst (1936–2014), deutscher Geräteturner und Turntrainer

### R
- Raimund Fürst (1885–1968), österreichischer Fossiliensammler
- Reinmar Fürst (1910–1991), deutscher Wirtschaftswissenschaftler
- Roland Fürst (Politiker, 1961) (* 1961), Schweizer Politiker (CVP)
- Roland Fürst (Politiker, 1969) (* 1969), österreichischer Sozialwissenschaftler und Politiker (SPÖ)
- Rosina Helena Fürst (1642–1709), deutsche Kunststickerin, Zeichnerin und Kupferstecherin
- Rudolf Fürst (1868–1922), österreichischer Germanist und Literaturhistoriker

### S
- Sabine Fürst (* 1975), deutsche Schauspielerin
- Siegfried Fürst (Landrat) (1887–1945), deutscher Landrat
- Siegfried Fürst (1889–1942), deutscher Kaufmann und Märtyrer
- Sigge Fürst (1905–1984), schwedischer Schauspieler und Sänger
- Silvia Fürst (* 1961), Schweizer Radsportlerin und Mountainbike-Weltmeisterin
- Susanne Fürst (* 1969), österreichische Politikerin (FPÖ), Abgeordnete zum Nationalrat

### T
- Theo Fürst (1932–2011), deutscher Komponist und Chorleiter
- Theodor Fürst (1946–2008), deutscher Maler
- Tinka Fürst (* 1988), deutsche Schauspielerin
- Toni Fürst (1852–1873), österreichische Theaterschauspielerin

### V
- Vanessa Fürst (* 2001), deutsche Fußballspielerin
- Veit von Fürst (um 1468–1515), deutscher Jurist, Universitätsrektor und Statthalter

### W
- Walter Fürst (Bauernführer), Schweizer Bauernführer
- Walter Fürst (Mediziner) (1890–1954), deutscher Gynäkologe, Röntgenologe und Hochschullehrer, 1933 Emigration in die USA
- Walter Fürst (Pharmazeut) (1930–2011), deutscher Pharmazeut und Hochschullehrer
- Walter Fürst (Theologe) (1940–2021), deutscher Theologe und Hochschullehrer
- Walther Fürst (Theologe) (1911–1993), deutscher evangelischer Theologe
- Walther Fürst (Jurist) (1912–2009),  deutscher Jurist, Präsident des Bundesverwaltungsgerichts
- Werner Fürst (* 1964), deutscher Pianist, Cembalist, Organist und Dirigent
- Wilhelm Fürst (Archivar) (1879–1939), deutscher Archivar
- Wilhelm Fürst (Jurist) (1887–1980), Schweizer Jurist und Publizist
- Willy Meyer-Fürst (1902–1986), deutscher Schauspieler und Regisseur
- Wolfgang Fürst (* 1964), österreichischer Fotograf